# Recopa Africana 1985
La Recopa Africana 1985 es la 11.ª edición de este torneo de fútbol a nivel de clubes de África organizado por la CAF y que contó con la participación de 35 equipos campeones de copa de sus respectivos países.
El Al-Ahly de Egipto venció en la final al Leventis United de Nigeria para ganar el título por segundo año consecutivo y el cuarto título consecutivo para los equipos de Egipto.

## Ronda Preliminar
| Equipo 1                 | Agr.  | Equipo 2        | Ida | Vuelta |
| ------------------------ | ----- | --------------- | --- | ------ |
| AS Dragons FC de l'Ouémé | 10-1  | Atlético Malabo | 8-0 | 2-1    |
| FC Inter Star            | 3-31  | Waxool          | 3-1 | 0-2    |
| ASC Trarza               | w.o.2 | RC Bobo         |     |        |

- 1:El Waxool fue descalificado por alinear a un jugador inelegible.
- 2:El RC Bobo abandonó el torneo antes del partido de ida.

## Primera Ronda
| Equipo 1            | Agr. | Equipo 2             | Ida | Vuelta |
| ------------------- | ---- | -------------------- | --- | ------ |
| Leopards            | 3-2  | Al-Merreikh Omdurmán | 2-0 | 1-2    |
| Marsa               | 0-5  | Al-Ahly              | 0-1 | 0-4    |
| Djoliba             | 0-2  | MP Oran              | 0-0 | 0-2    |
| Dragons             | 3-2  | Imana1               | 3-1 | 0-1    |
| Horoya              | 2-1  | Wallidan             | 2-0 | 0-1    |
| Inter Star          | 1-5  | Kampala City         | 1-2 | 0-3    |
| Jeanne d'Arc        | 2-0  | Renaissance Kenitra  | 1-0 | 1-0    |
| Lioli               | 2-3  | Gweru United         | 1-1 | 1-2    |
| Manzini Wanderers   | 0-2  | Mufulira Wanderers   | 0-0 | 0-2    |
| Mighty Barrolle     | 1-3  | Asante Kotoko        | 1-0 | 0-3    |
| Old Edwardians      | 1-4  | Leventis United      | 0-0 | 1-4    |
| Primero de Agosto   | 1-3  | Dihep di Nkam        | 1-0 | 0-3    |
| Stade Centrafricain | 3-4  | ASFOSA               | 3-2 | 0-2    |
| Simba               | 5-1  | Eritrea Shoe Factory | 5-0 | 0-1    |
| Stade d'Abidjan     | 4-6  | Libreville           | 3-1 | 1-5    |
| Trarza              | 1-3  | Al Nasr Benghazi     | 1-1 | 0-2    |

- 1: Debido a un problema ocurrido al final del partido de vuelta, el CS Imana se vio forzado a cambiar su nombre por el de DC Motema Pembe por orden de la CAF.

## Segunda Ronda
| Equipo 1           | Agr.         | Equipo 2         | Ida | Vuelta |
| ------------------ | ------------ | ---------------- | --- | ------ |
| ASFOSA             | 1-1 (v.)     | Asante Kotoko    | 1-1 | 0-0    |
| Dragons            | 2-2 (v.)     | Dihep di Nkam    | 1-0 | 1-2    |
| Libreville         | 3-4          | Al Nasr Benghazi | 2-1 | 1-3    |
| Jeanne d'Arc       | 1-1 (v.)     | MP Oran          | 0-0 | 1-1    |
| Kampala City       | 4-2          | Gweru United     | 3-1 | 1-1    |
| Leventis United    | 1-1 (v.)     | Horoya           | 0-0 | 1-1    |
| Mufulira Wanderers | 2-2 (3-5 p.) | Leopards         | 1-1 | 1-1    |
| Simba              | 2-3          | Al-Ahly          | 2-1 | 0-2    |

## Cuartos de final
| Equipo 1      | Agr.         | Equipo 2         | Ida | Vuelta |
| ------------- | ------------ | ---------------- | --- | ------ |
| Asante Kotoko | 2-2 (4-5 p.) | Leopards         | 2-0 | 0-2    |
| Dragons       | 1-5          | Al-Ahly          | 1-1 | 0-4    |
| Jeanne d'Arc  | 0-2          | Leventis United  | 0-1 | 0-1    |
| Kampala City  | 1-1 (2-4 p.) | Al Nasr Benghazi | 1-0 | 0-1    |

## Semifinales
| Equipo 1        | Agr.  | Equipo 2         | Ida | Vuelta |
| --------------- | ----- | ---------------- | --- | ------ |
| Leventis United | 2-1   | Leopards         | 2-0 | 0-1    |
| Al-Ahly         | w.o.1 | Al Nasr Benghazi |     |        |

- 1:El Al Nasr Benghazi abandonó el torneo antes del partido de ida por razones políticas (rehusaban enfrentarse a los equipos de Egipto).

## Final
| Equipo 1 | Agr. | Equipo 2        | Ida | Vuelta |
| -------- | ---- | --------------- | --- | ------ |
| Al-Ahly  | 2-1  | Leventis United | 2-0 | 0-1    |

## Campeón
| Recopa Africana 1985 |
| -------------------- |
| Bandera de Egipto    |
| Al-Ahly 2º título    |